# Claudia Rusch
Claudia Rusch (* 1971 in Stralsund) ist eine deutsche Journalistin und Schriftstellerin.

## Leben und Werk
Claudia Rusch wuchs auf der Insel Rügen, in Grünheide östlich von Berlin und seit 1982 in Ost-Berlin selbst auf. Ihre Mutter war mit Katja Havemann befreundet, wodurch Rusch als Kind mit oppositionellen Kreisen in der DDR in Berührung kam. Dennoch konnte Rusch eine zum Abitur führende EOS in Ost-Berlin besuchen. Nach der friedlichen Revolution in der DDR und dem Abitur 1990 studierte sie Germanistik und Romanistik in Berlin und Bologna. Danach arbeitete sie unter anderem sechs Jahre lang als Redakteurin beim MDR in dessen Landesfunkhaus Sachsen-Anhalt in Magdeburg. Rusch lebt seit 2001 als freie Autorin in Berlin.
2003 erschien ihr erstes Buch Meine freie deutsche Jugend, gefördert von der Bundesstiftung zur Aufarbeitung der SED-Diktatur. Das Buch stand lange auf der Bestsellerliste und wurde in mehrere Sprachen übersetzt. Das Buch wurde in der Kategorie „Erfolgreiches Debüt“ für den Deutschen Bücherpreis 2004 des Börsenvereins und der Leipziger Messe nominiert, die Auszeichnung ging dann an Yadé Kara. In dem biographisch angelegten Erzählband beschreibt Rusch die Geschichte eines Kindes, das als Außenseiter in der DDR-Gesellschaft aufwächst. Von Kritikern wurde ihr Buch in eine Reihe mit teils kritischen (u. a. Mein erstes T-Shirt von Jakob Hein), teils „ostalgischen“ (u. a. Zonenkinder von Jana Hensel) Auseinandersetzungen ihrer Generation mit Kindheit und Aufwachsen in der DDR gestellt, wobei sich der Rückblick auf die Zeit in der DDR und die „Wende“ schwer von einem Generationsroman (coming of age novel) trennen lässt. Entsprechend wurden unter anderem Hein, Hensel und Rusch auch als östliches Pendant zur westlichen „Generation Golf“ bezeichnet, der entsprechende Begriff Generation Trabant war schon 2001 geprägt worden, also zwei Jahre vor Erscheinen von Ruschs Debüt.
2009 folgte Aufbau Ost, eine autobiographisch gefärbte Reise durch die Vergangenheit und Gegenwart Ostdeutschlands. 2010 erschien Mein Rügen, ein persönlicher Reiseführer. 2013 erschien ihr erster Kriminalroman mit der Figur „Zapotek“, einem Kriminalbeamten aus Hamburg mit ostdeutscher Vergangenheit, der zu seinem Elternhaus am Bodden, nahe Stralsund zurückkehrt, und dort in einen Kriminalfall verstrickt wird.

## Veröffentlichungen
- Meine freie deutsche Jugend. S. Fischer Verlag, Frankfurt 2003, ISBN 978-3-10-066058-9.
- Aufbau Ost – Unterwegs zwischen Zinnowitz und Zwickau. S. Fischer Verlag, Frankfurt 2009, ISBN 978-3-10-066063-3.
- Mein Rügen. mareverlag, Hamburg 2010, ISBN 978-3-86648-126-8.
- Zapotek und die strafende Hand : der erste Fall. Mare, Hamburg 2013, ISBN 978-3-86648-172-5.
- Zapotek und die schlafenden Hunde : der zweite Fall. Mare, Hamburg 2015, ISBN 978-3-86648-207-4.
- Katzen. Das Buch. Fischer TaschenBibliothek, Frankfurt 2016, ISBN 978-3-59652-109-8.